# Eparchie Bratislava

Wappen der Eparchie Bratislava

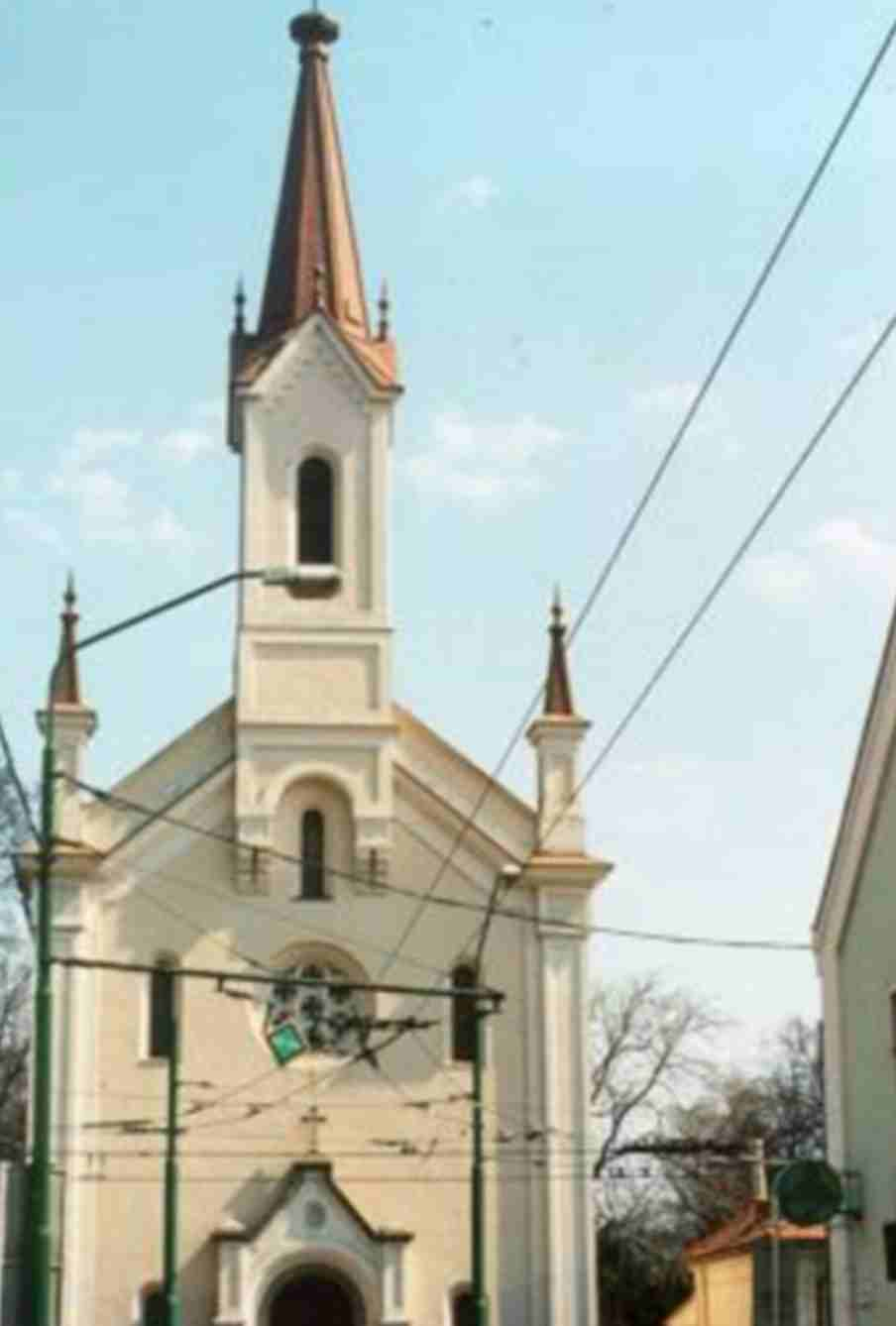
Kirche der Kreuzerhöhung, Kathedrale der Eparchie Bratislava

Die Eparchie Bratislava (lateinisch Eparchia Bratislaviensis, slowakisch Bratislavská eparchia) ist eine mit der römisch-katholischen Kirche unierte griechisch-katholische Eparchie.

## Geschichte
Die Eparchie Bratislava wurde am 30. Januar 2008 durch Papst Benedikt XVI. mit der Apostolischen Konstitution Complures saeculorum errichtet und der Erzeparchie Prešov als Suffragandiözese unterstellt. Die pastorale Leitung der Eparchie von Bratislava übertrug Benedikt XVI. Bischof Peter Rusnák.
Die kirchliche Jurisdiktion der Eparchie erstreckt sich über das zentrale und westliche Staatsgebiet der Slowakei: die politischen Bezirke Bratislavský kraj, Trnavský kraj, Trenčiansky kraj, Nitriansky kraj, Žilinský kraj und Banskobystrický kraj.
Griechisch-katholischen Pfarreien der Eparchie gibt es in Bratislava, Trenčín, Nitra, Banská Bystrica, Brezno, Zvolen, Telgárt, Šumiac, Žilina und Martin. Zudem wird die pastorale Betreuung der griechisch-katholischen Christen in den Städten Trnava, Piešťany, Komárno, Prievidza, Ružomberok und Liptovský Mikuláš gewährleistet.
Die in der Hauptstadt Bratislava errichtete griechisch-katholische Kirche der Heiligen Kreuzerhöhung ist zugleich die Kathedrale der Eparchie Bratislava.